# Franz Lachner

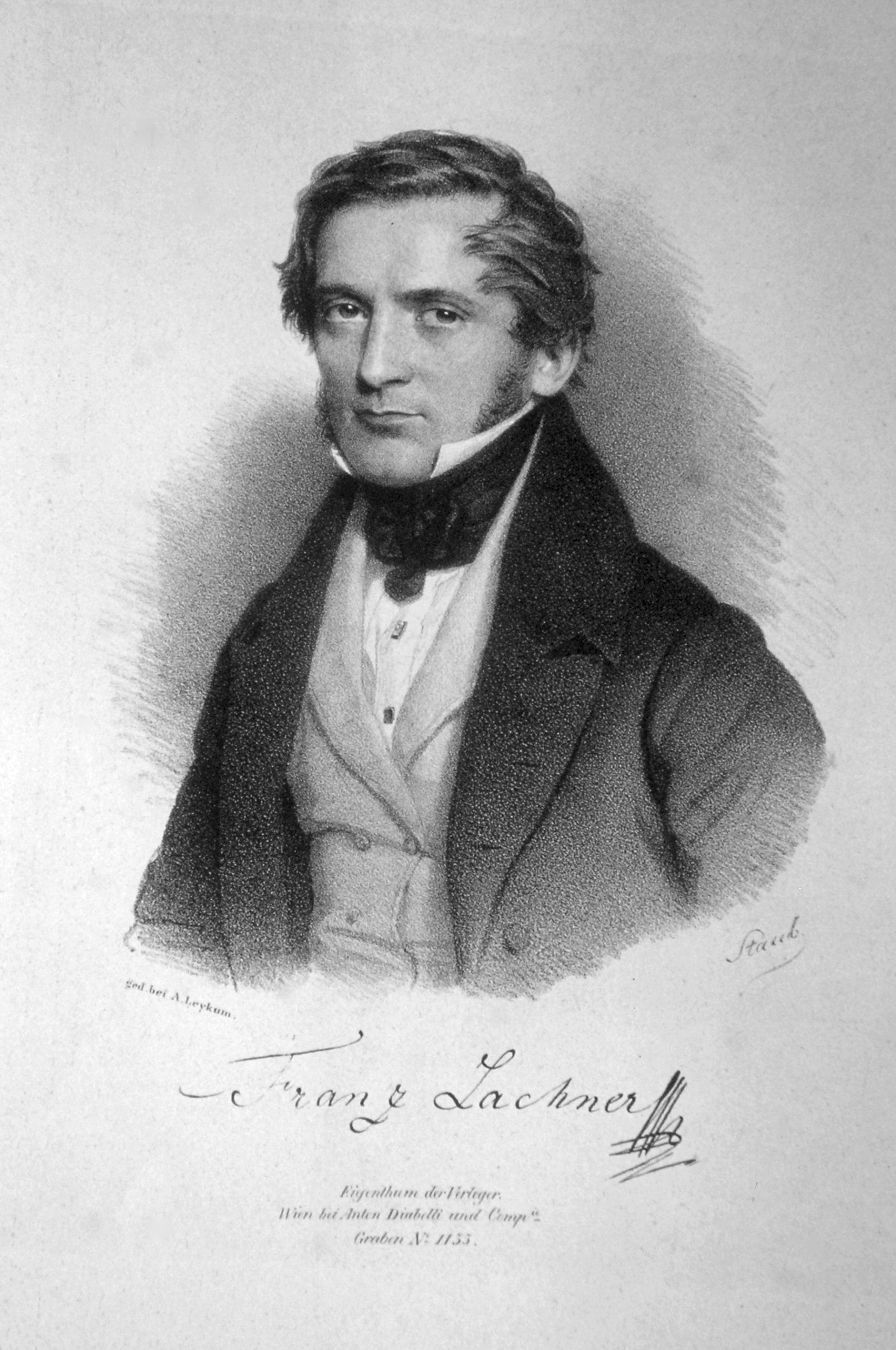
Franz Lachner
lithografie van Andreas Staub ca. 1834

Franz Paul Lachner (Rain am Lech, 2 april 1803 – München, 20 januari 1890) was een Duits componist, dirigent en organist. Hij was de oudere broer van Ignaz Lachner (1807-1895) en Vinzenz Lachner (1811-1893) en een jongere stiefbroer van Theodor Lachner (1795-1877); allen eveneens componisten.
Sinds 1989 is in Rain het Gebrüder-Lachner-Museum aan hem en zijn broers gewijd.

## Levensloop

### Jeugd, opleiding en eerste aanstelling

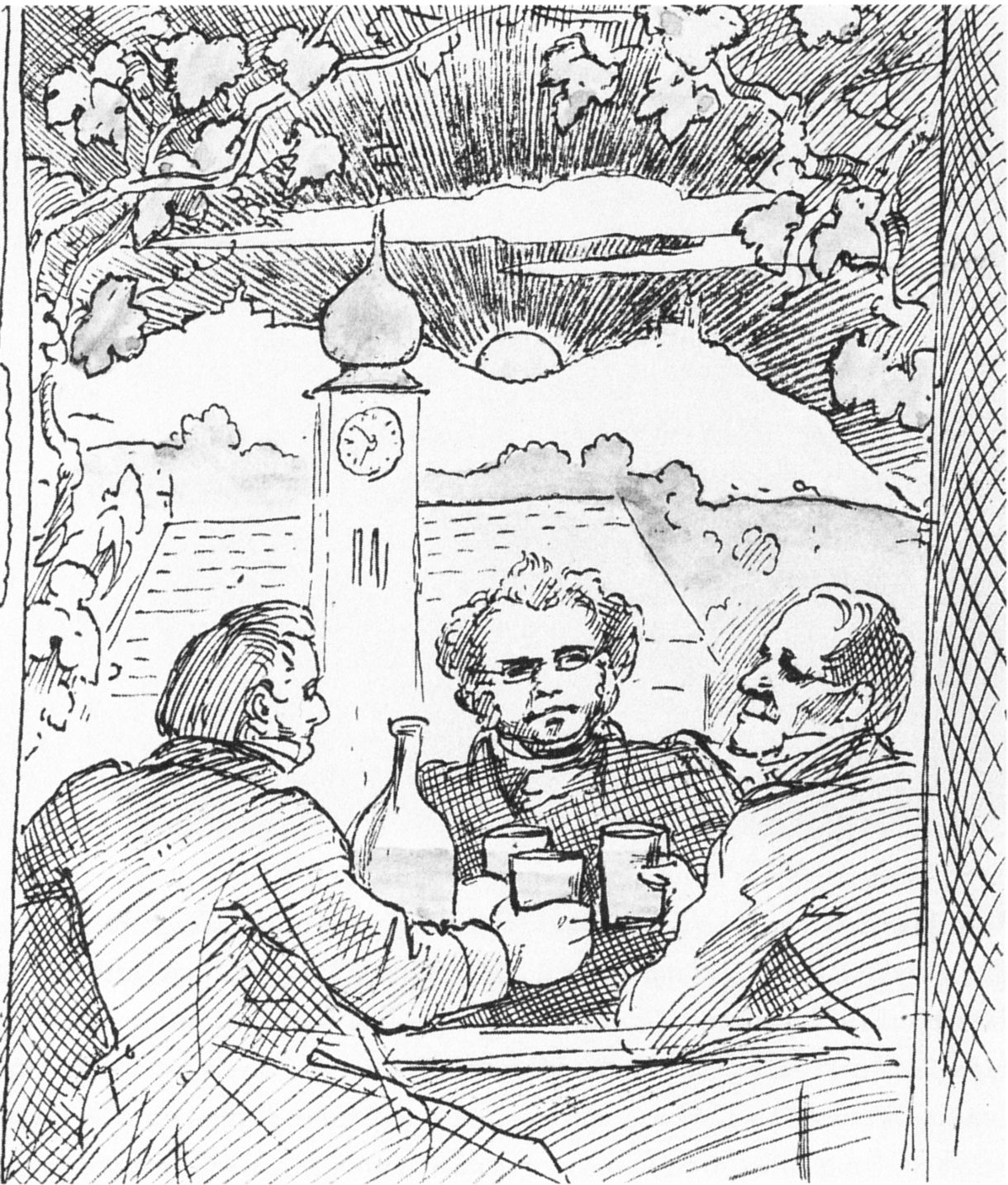
Franz Lachner, Franz Schubert en Eduard von Bauernfeld (v.l.n.r.)

Lachner werd geboren in een muzikaal gezin. Zijn vader Anton Lachner was organist en van hem kreeg hij zijn eerste muziekles. Gedurende zijn schooltijd op het gymnasium in Neuburg an der Donau kreeg hij tegelijkertijd les in compositie bij Franz Xaver Eisenhofer (1783-1855). Na de dood van zijn vader in 1822 ging hij naar München en studeerde aldaar verder bij onder anderen Caspar Ett, maar gaf tegelijkertijd ook zelf muziekles in de stad. Verder speelde hij viool, cello, hoorn en contrabas in verschillende orkesten in München, vooral in het orkest van het Isartortheater. In 1823 werd hij organist aan de Lutherse stadkerk in Wenen en studeerde wederom tegelijkertijd zowel bij Simon Sechter (muziektheorie, contrapunt, fuga), bij Abbé Maximilian Stadler als bij hofkapelmeester Joseph Weigl (orkestdirectie). Korte tijd later werd hij opgenomen in een kunstenaarskring om Franz Schubert en Moritz von Schwind. Hij raakte bevriend met Franz Schubert. Ook met Ludwig van Beethoven was hij in contact.

### Carrière als dirigent
In 1826 werd Lachner tweede dirigent en vanaf 1828 chef-dirigent van het orkest aan het Kärntnertortheater in Wenen. Vervolgens was hij van 1834 tot 1836 dirigent van het orkest aan het hof in Mannheim. In 1836 ging hij terug naar München en werd dirigent van de hofopera, maar leidde ook de concerten van de Musikalische Akademie en van de koninklijke vocaalkapel. Deze benoeming tot hofkapelmeester was het gevolg van het succes van zijn compositie Sinfonia passionata, die in Wenen in 1835 tijdens een wedstrijd een eerste prijs won. In 1852 benoemde men hem tot Generalmusikdirektor. Toen de koning Lodewijk II van Beieren Richard Wagner naar München haalde, ging Lachner met pensioen. De musicoloog M. Würz schreef in Musik in Geschichte und Gegenwart, dat Lachner als dirigent in München ...voor de ontwikkeling van zijn orkest en voor de stimulantie van het publieke muzikale smaak...belangrijk heeft gewerkt. Hij organiseerde ook muziekfestivals in 1855 en 1863 in München.
Vooral de interpretaties van werken van Ludwig van Beethoven werden als exemplarisch aangezien. Alhoewel hij met succes ook opera's van Richard Wagner heeft uitgevoerd, stond hij diens muziek weigerend tegenover. In 1853 werd hij met de Beierse Maximiliaansorde voor Wetenschap en Kunst onderscheiden. In zijn geboortestad Rain werd een straat naar hem vernoemd, maar zijn naam is ook vertegenwoordigd in het gebroeders Lachner museum en in de naam van een school (gebroeders-Lachner-middelschool). In 1883 werd Franz Lachner ereburger van de stad München.

### Carrière als componist
Lachner was een zeer productief componist. In zijn oeuvre dat ongeveer 200 werken omvat zijn bijna alle genres vertegenwoordigd. Zijn stijl is door Beethoven, Louis Spohr, Giacomo Meyerbeer, maar vooral door zijn vriend Franz Schubert beïnvloed. Zijn muziek wordt gekenmerkt door een kundige beheersing van de vorm en vooral van het contrapunt. De kracht van Lachner wordt onmiskenbaar in de doorwerking van zijn sonatevorm. Tot zijn grootste successen behoren de cantate Die vier Menschenalter, de opera Catarina Cornaro, zijn Requiem, zijn zevende orkestsuite en het Nonet, voor blaasinstrumenten.
Na zijn dood daalde de interesse in Lachners muziek snel. Zijn zeer conservatieve stijl raakte uit de mode. Pas tegen het einde van de 20e eeuw is er weer een begin van een uiteenzetting met de muziek van Lachner te herkennen. Niet al zijn werken zijn evenwaardig, maar de beste composities tonen hem als zekere beheerser van de compositorische middelen, waarom hij tot de belangrijke vocaal- en instrumentaal componisten mag gerekend worden.

## Composities

### Werken voor orkest

#### Symfonieën
- 1828 Symfonie nr. 1 Es majeur, op. 32
- 1833 Symfonie nr. 2 F-majeur
- 1834 Symfonie nr. 3 d-mineur, op. 41
- 1834 Symfonie nr. 4 E-majeur
- 1835 Symfonie nr. 5 c-mineur (ook "Sinfonia passionata"), op. 52
  1. Andante - Allegro
  2. Andante con moto
  3. Menuetto
  4. Finale: Allegro
- 1837 Symfonie nr. 6 D-majeur, op. 56
- 1839 Symfonie nr. 7 d-mineur, op. 58
- 1851 Symfonie nr. 8 g-mineur, op. 100

#### Concerten voor instrumenten en orkest
- 1828 Concert in c-mineur, voor harp en orkest
- 1832 Concert in d-mineur, voor dwarsfluit en orkest
- 1833 Concert in d-mineur, voor harp en orkest
- Concertino in Es majeur, voor fagot en orkest

#### Suites
- 1861 Suite nr. 1 in d-mineur, op. 113
- 1862 Suite nr. 2 in e-mineur, op. 115
- 1864 Suite nr. 3 in f-mineur, op. 122
  1. Praeludium
  2. Intermezzo
  3. Ciaconne
  4. Sarabande
  5. Gavotte
  6. Finale
- 1865 Suite nr. 4 in Es majeur, op. 129
- 1868 Suite nr. 5 in c-mineur, op. 135
- 1871 Suite nr. 6 in C-majeur, op. 150
- 1874 Ball-Suite in D-majeur, op. 170
  1. Introduktion und Polonaise
  2. Mazurka
  3. Walzer
  4. Intermezzo
  5. Dreher
  6. Lance
- 1881 Suite nr. 7 in d-mineur, op. 190

### Werken voor harmonieorkest
- 1828 Festmarsch in Es majeur, op. 24
- 1866 Festmarsch in Es majeur, voor koperensemble (4 trompetten, hoorn in Es, 4 hoorns in F, 3 trombones, tuba en Bombardon), pauken, 4 kleine trommen, 1 grote trom en bekkens, op. 143
- Feierlicher Marsch uit de "Suite nr. 1 in d-mineur", voor harmonieorkest, op. 113 - bewerkt door Hermann Schmidt
- Fest-Ouvertüre, voor harmonieorkest - bewerkt door Rudolph Halter, Willi Löffler
- Ouverture tot de opera "Catarina Cornaro", voor harmonieorkest - bewerkt door Thomas H. Rollinson
- Ouverture tot de cantate "Die vier Menschenalter (The Four Ages of the Man)", voor harmonieorkest
- Triumph-Parade-Marsch, voor harmonieorkest - bewerkt door Hermann Bohne

### Muziektheater

#### Opera's
| Voltooid in | titel                                        | aktes       | première                 | libretto |
| ----------- | -------------------------------------------- | ----------- | ------------------------ | --- |
| 1828        | Die Bürgschaft                               | 3 bedrijven | 1828, Boedapest          | Ferdinand von Biedenfeld, naar Friedrich von Schiller                                                       |
| 1839        | Alidia                                       | 3 bedrijven | 1839, München            | Otto Prechtler, naar Sir Edward George Earl Bulwer-Lytton                                                   |
| 1841        | Catarina Cornaro, Königin von Cypern, op. 71 | 4 bedrijven | 3 december 1841, München | Alois Joseph Büssel, naar het libretto van Jules Henri Vernoy Marquis de Saint-Georges «La reine de Chypre» |
| 1849        | Benvenuto Cellini                            | 4 bedrijven | 1849, München            | naar H. Auguste Barbier en A. F. Léon de Wailly                                                             |

#### Toneelmuziek
- 1830 Lanassa, toneelmuziek
- 1842 Festspiel zur Vermählung der Prinzessin Adelgunde - tekst: Felix Schiller
- 1852 König Ödipus (Koning Oedipus), voor spreker, mannenkoor en orkest voor de tragedie van Sophokles
- 1857 Festchor zur Grundsteinlegung des Maximilianeums - tekst: Friedrich Beck

### Vocale muziek

#### Oratoria
- 1833 Moses, oratorium in 3 afdelingen, op. 45 - tekst: Eduard von Bauernfeld

#### Cantates
- 1829 Die vier Menschenalter, cantate op. 31 - tekst: Johann Gabriel Seidl

#### Werken voor koor
- 1849 Psalm 133, voor vrouwenkoor (SSSA) a capella, op. 91
- 1863 Psalm 150, voor mannenkoor (TTBB), orkest en orgel, op. 117 - tekst: Psalm 150, Duitse vertaling: Moses Mendelssohn
- 1870 Psalm 134, voor dubbelkoor (SATB, SATB)
- 1874 Stabat Mater, voor dubbelkoor (SATB, SATB), op. 154
- 1877 Hornesklänge, voor mannenkoor (TTBB), trompet in es, 4 hoorns in es en 2 fagotten, op. 179
- Ave Maria, voor sopraan (of tenor) solo, gemengd koor (SATB) en orgel (en/of strijkorkest)
- Ave Maria, voor alt, 2 violen, 2 celli en contrabas (of orgel), op. 133
- Das lied der deutschen, voor vierstemmig mannenkoor en harmonieorkest (of piano) - tekst: August Heinrich Hoffmann von Fallersleben
- Festlied, voor vierstemmig mannenkoor (TTBB) en harmonieorkest (of piano), op. 123 - tekst: Wolfgang Müller
- Mis in F-majeur, voor solisten en twee gemengde koren, op. 130
- Psalm 15 "Herr, wer wird wohnen in deiner Hutte", voor dubbelkoor
- Requiem in f-Moll, voor 2 sopranen, alt, 2 tenoren, bas, gemengd koor en groot orkest, op. 146
- Vier Gesänge, voor driestemmig mannenkoor (TTB), op. 141
  1. Trinklied
  2. Abendruhe
  3. O Sommerfrühe blau und hold
  4. Ave Maria
- Zigeunerlied, voor bas, gemengd koor en piano - tekst: Johann Wolfgang von Goethe

#### Liederen
- 1835 Der Sänger am Rhein, voor zangstem en piano, LoO 10 - opgedragen aan: Groothertogin Stéphanie de Beauharnais
  1. Lied in der See - tekst: Anton Prokesch von Osten (1795-1876)
  2. Das Leyermädchen - tekst: Anton Prokesch von Osten
  3. Nichts ohne Liebe - tekst: Johann Nepomuk Vogl (1802–1866)
  4. Wonne und Schmerz - tekst: Heinrich Heine
  5. Das Königskind - tekst: Heinrich Heine
  6. Die Lotosblume ängstigt sich - tekst: Heinrich Heine
- 1838 Drei deutsche Gesänge, voor zangstem en piano, op. 56 - opgedragen aan: Sophie Loewe
  1. In die Ferne - tekst: K. Klätke
  2. Die Rose - tekst: Soeltl
  3. Morgen Lied - tekst: Friedrich Gottlieb Klopstock
- 1841 Der Sänger und die Hirtin, voor zangstem en piano - tekst: Johann Gabriel Seidl
- 1857 6 Duette, voor sopraan, alt en piano, op. 106 - tekst: Johann Franz Ludwig Koch
  1. Gespielen
  2. An den Mai
  3. Des Vögleins Tod
  4. Im Walde
  5. Der Bettler
  6. Weihnachtsfreude
- 1871 Kriegslied, voor vier mannenstemmen - tekst: Emanuel Geibel
- 1873 Psalm 26, voor bas en orkest (of orgel), op. 163
- 3 Gesänge, voor 3 sopranen en piano, op. 80
- 3 deutsche Gesänge, voor zangstem en piano, op. 36
- 6 deutsche Gesänge, voor zangstem en piano, op. 49 - tekst: Heinrich Heine
  1. Eine alte Geschichte
  2. Der Zimmermann
  3. Das Lied von der Liebsten
  4. Ihr Schattenbild
  5. Die Ilse
- 6 deutsche Gesänge, voor bariton (of alt) en piano, op 54
- Abend-Elegie, voor tenor, viool en orgel (of piano), op. 166 - tekst: Franziska von Hoffnaaß
- Die Seejungfern, voor tenor, hoorn en piano (of harp) - tekst: Heinrich Heine
- Drei Lieder, voor zangstem, hoorn (of cello) en piano, op. 30 - tekst: Ludwig Rellstab
  1. Herbst
  2. Verlangen
  3. Bewusstsein
- Frauenliebe und Leben, voor sopraan, klarinet (of hoorn) en piano, op. 59 - tekst: Adelbert von Chamisso
- Ich liebe dich, weil ich dich lieben muss, voor 2 sopranen en piano, op. 86 nr. 3 - tekst: Friedrich Rückert
- Ihr Schattenbild, voor zangstem en piano - tekst: Heinrich Heine
- Lyrisches Intermezzo, voor sopraan, klarinet (of hoorn) en piano, op. 82 - tekst: Heinrich Heine
- Nachts in der Kajüte, voor sopraan, hoorn (of cello) en piano, op 34 - tekst: Heinrich Heine
- Notte soave delizia, voor alt, hoorn en piano
- Sängerfahrt, 16 liederen voor zangstem en piano, op. 33 - tekst: Heinrich Heine
  1. Die badende Elfe
  2. An den Mond
  3. Der Winteraben
  4. Die Bergstimme
  5. Der wunde Ritter
  6. Im Mai
  7. Eine Liebe
  8. Die Meerfrau
  9. Wasserfahrt
  10. Das Fischermädchen
  11. Liebessehnen
  12. Ein Traumbild
  13. Die einsame Träne
  14. Ihr Bildnis
  15. Mein Traum
  16. Die Liebesboten
- Sängerfahrt, voor zangstem en piano, op. 96 - tekst: Heinrich Heine
  1. Ihre Gestalt
  2. Warum?
  3. Um Mitternacht
  4. Frühlingslied
- Stabat Mater, voor 2 sopranen en orgel (of 2 sopranen, 2 violen, 2 celli, contrabas en orgel), op. 168
- Vier Gedichte von L. Koch, voor 2 sopranen, tenor en bas, op. 107 - tekst: Johann Franz Ludwig Koch
- Vier liederen, voor sopraan, hoorn en piano, op. 27
  1. Neuer Frühling - tekst: Heinrich Heine
  2. Wanderer's Gebet - tekst: Anton Prokesch von Osten
  3. Ihr Traum - tekst: Adelbert von Chamisso
  4. Fragen - tekst: Anton Prokesch von Osten
- Waldklänge, voor zangstem, hoorn (of cello) en piano, op. 28 - Johann Michael Vogl (1768-1840)
  1. Waldvöglein
  2. Waldwärts
- Zwei deutsche Lieder, voor zangstem en piano met obligate klarinet
  1. Auf Flügeln des Gesanges - tekst: Heinrich Heine
  2. Seit ich ihn gesehen - tekst: Adelbert von Chamisso
- Zwei geistliche Gesänge, voor zangstem en orgel (of piano) - tekst: Friedrich Gottlieb Klopstock
  1. Am Karfreitag
  2. Morgengesang

### Kamermuziek
- 1823 Blaaskwintet nr. 1 in F-majeur
- 1824 Septet in Es majeur, voor dwarsfluit, klarinet, hoorn, viool, altviool, cello en contrabas
- 1825 Fantasie in f-mineur, voor hoorn en piano
- 1826 Nocturne nr. 2 sur de themes favoris de Oberon, voor cello, hoorn (ad libitum) en piano vierhandig, op. 22
- 1827 Blaaskwintet nr. 2 in Es majeur
- 1829 Serenade in G-majeur, voor 4 celli
- 1834 Strijkkwintet in c-mineur, voor 2 violen, altviool, cello en contrabas
- 1843 Strijkkwartet nr. 1 in b-mineur, op. 75
- 1843 Strijkkwartet nr. 2 in A-majeur, op. 76
- 1843 Strijkkwartet nr. 3 in Es majeur, op. 77
- 1849 Strijkkwartet nr. 4 in d-mineur, op. 120
- 1849 Strijkkwintet in c-mineur, voor 2 violen, altviool en 2 celli, op. 121
- 1849 Strijkkwartet nr. 5 in G-majeur, op. 169
- 1850 Strijkkwartet nr. 6 in e-mineur, op. 173
- 1857 Nonet in F-majeur, voor dwarsfluit, hobo, klarinet, fagot, hoorn, viool, altviool, cello en contrabas
- 1868 Pianokwintet nr. 1 in a-mineur, voor 2 violen, altviool, cello en piano, op. 139
- 1869 Pianokwintet nr. 2, voor 2 violen, altviool, cello en piano, op. 145
- 1872 Oktet in Bes majeur, voor blaasinstrumenten (dwarsfluit, hobo, 2 klarinetten, 2 hoorns, 2 fagotten), op. 156
- 1875 Nonet in F-majeur, voor dwarsfluit, hobo, klarinet, fagot, hoorn, viool, altviool, cello en contrabas
- 1879 Elegie, voor dwarsfluit en orgel
- Elegie, kwintet voor vijf celli, op. 160
- Grande sonate, voor cello en piano, op. 14
- Klarinetkwintet in Es majeur, voor klarinet en strijkkwartet, op. 102
- Nonet, voor 2 trompetten, vier hoorns en 3 trombones
- Suite, voor viool en piano, op. 140
- Trio in E-majeur, voor klarinet, hoorn en piano
- Trio, voor viool, altviool en gitaar
- Variationen über ein Schweizer Volkslied "Das Alte Guggisberger Lied", voor hoorn en piano

### Werken voor orgel
- 1840 Introduction und Fuge d-mineur, voor orgel vierhandig, op. 62
- 1877 Sonate nr. 1 in f-mineur, op. 175
- 1877 Sonate nr. 2 in C-majeur, op. 176
- 1877 Sonate nr. 3 in a-mineur, op. 177

### Werken voor piano
- 1824 Momento capriccioso, voor piano vierhandig, op. 3
- 1824 Sonate in a-mineur
- 1825 Sonate in fis-mineur, op. 2
- 1825 Rondeau brillant, op. 8
- 1826 Nocturne nr. 1 sur un thême français, op. 21
- 1827 Große sonate in c-mineur, voor piano vierhandig, op. 20
- 1827 Große sonate in F-majeur, op. 25
- 1828 Rondeau brillant in b-mineur, op.17
- 1829 3 Scherzi, voor piano vierhandig, op. 26
- 1832 Sonate in d-mineur, voor piano vierhandig, op. 39
- 1856 6 Lieder ohne Worte, op. 109
- 1868 Variaties in e-mineur, voor piano vierhandig, op. 138
- 1868 Suite in c-mineur, op. 142
- 1873 Marche célèbre uit de 1e orkestsuite, voor twee piano's achthandig
- 1876 6 Pianostukken, op. 172
- Fantasie in As majeur, voor piano vierhandig
- Rondeau brillant, op. 1